# Morpho offenbachi
Morpho offenbachi är en fjärilsart som beskrevs av Felix Bryk 1953. Morpho offenbachi ingår i släktet Morpho och familjen praktfjärilar. Inga underarter finns listade i Catalogue of Life.